# Rodolfo Martínez Mejía
Rodolfo Martínez Mejía, né le 20 mars 1946, est un arbitre hondurien de football des années 1980.

## Carrière
Il a officié dans des compétitions majeures : 
- Coupe du monde de football des moins de 20 ans 1987 (1 match)
- Copa América 1989 (2 matchs)